# Stanisław Gustowski
Stanisław Gustowski (ur. 24 września 1895 w Płocku, zm. 4 stycznia 1980 w Corbeilles) – major piechoty Wojska Polskiego.

## Życiorys
1 czerwca 1921, w stopniu podporucznika, pełnił służbę w Okręgowej Szkole Podoficerów Piechoty Nr VII, a jego oddziałem macierzystym był 56 pułk piechoty.
Szkolił żołnierzy w Centralnej Szkole Karabinów Maszynowych w Chełmnie. 27 stycznia 1930 roku awansował na kapitana ze starszeństwem z dniem 1 stycznia 1930 roku i 69. lokatą w korpusie oficerów piechoty. W 1932 roku pełnił służbę w 66 Kaszubskim pułku piechoty w Chełmnie, między innymi na stanowisku dowódca kompanii szkolnej. Komendant Dywizyjnego Kursu Podchorążych Rezerwy 16 DP przy 65 pułku piechoty w Grudziądzu. W 1936 był czynnym oficerem Związku Strzeleckiego w stopniu podokręgowego. W 1939 roku był dowódcą III Warszawskiego Baonu ON i jednocześnie komendantem 36 Obwodu Przysposobienia Wojskowego.
W czasie kampanii wrześniowej 1939 roku był dowódcą III Warszawskiego Baonu ON. 7 września 1939 roku walczył w obronie przedmościa „Pułtusk”, a później uczestniczył w walkach pod Stoczkiem i Żulinem. 18 września 1939 roku w godzinach popołudniowych na przełęczy jabłonkowskiej przekroczył granicę z Węgrami. 5 października 1939 roku opuścił Węgry, a dwa dni później dotarł do Francji.
10 listopada 1939 roku w obozie Coëtquidan sporządził pisemną relację z udziału w kampanii wrześniowej. W tym czasie był dowódcą II batalionu 2 pułku piechoty. W czasie kampanii francuskiej 1940 roku był oficerem sztabu 1 pułku Grenadierów Warszawy w stopniu majora. Po dostaniu się do niewoli niemieckiej uciekł z obozu jeńców i przedarł się do Wielkiej Brytanii.
Dowódca pociągu pancernego z zadaniem patrolowania południowego wybrzeża Anglii. 15 maja 1942 roku został przeniesiony do I Oficerskiego Baonu Szkolnego z równoczesnym odkomenderowaniem do 1 Samodzielnej Brygady Spadochronowej. Podczas skoków spadochronowych uległ poważnemu wypadkowi. Po rocznej kuracji w Szkocji jako zastępca dywersji na Francję w Wydziale Specjalnym POWN „Monika” został przeniesiony do Włoch na stanowisko kwatermistrza 11 bazy przerzutowej dla Armii Krajowej. Zmarł 4 stycznia 1980 roku w szpitalu w Corbeilles we Francji. Jego prochy spoczęły w grobie rodzinnym na Powązkach.
W okresie powstania warszawskiego stracił jedynego syna, 14-letniego Janusza Gustowskiego, walczącego w oddziałach AK „Baszta” na Mokotowie. Zatrzymany przez patrol niemiecki z bronią w ręku, został osadzony w SS Stauferkaserne przy ul. Rakowieckiej w Warszawie, skąd został następnie wywieziony i ślad po nim zaginął.

## Ordery i odznaczenia
- Srebrny Krzyż Zasługi[9]